# Benjamin Lee Whorf
Benjamin Lee Whorf, né le 24 avril 1897 à Winthrop (Massachusetts) et mort le 26 juillet 1941 à Wethersfield (Connecticut), est un linguiste et anthropologue américain qui s'intéressa particulièrement aux langues amérindiennes. Il est l'auteur avec Edward Sapir de l'hypothèse de Sapir-Whorf pour laquelle il est principalement connu.
Whorf fut un linguiste atypique, se tenant volontairement à l'écart du monde universitaire : il enseigna peu et refusa tous les postes en université qui lui furent proposés à la fin de sa vie. Son métier d'ingénieur dans une compagnie d'assurances (la Hartford Insurance Company) ne le prédisposait pourtant pas à se distinguer dans les sphères académiques. Mais il revendiqua toujours son indépendance comme un gage de liberté lui permettant de développer des idées originales, encore aujourd'hui objets de vives polémiques,.
Whorf meurt en 1941, laissant son œuvre inachevée. Son impact sur la linguistique contemporaine est considérable, comme en témoigne la vivacité des polémiques qui l'entourent.

## La relativité linguistique
Le principal centre d'intérêt de Whorf en matière de linguistique fut l'étude des langues amérindiennes, et principalement celles d'Amérique centrale. Il est notamment l'auteur d'un ouvrage sur la langue Hopi , mais s'intéressa en outre à la langue maya  ou à la langue inuit, et c'est de l'ensemble de ces recherches qu'est né son principe de la relativité linguistique.
Partant du fait que l'on ne trouve aucune notion temporelle dans la langue Hopi, Whorf en déduit que la pensée est conditionnée par la langue qui l'exprime. À ce premier principe se combine un autre : celui suivant lequel la langue est conditionnée par la culture, principe qui sera plus particulièrement développé lors de sa collaboration avec Sapir.
Language is shaped by culture and reflects the individual actions of people daily (Le langage est façonné par la culture et reflète les activités quotidiennes des individus).

### Collaboration avec Sapir
Quand, en 1931, Benjamin Whorf décide de suivre les cours d'anthropologie de l'Université Yale, il travaille sous la direction d'Edward Sapir. Ce dernier prend vite conscience de l'originalité de sa pensée, et décide de l'encourager. Ils travailleront ensemble sur la théorie de la relativité linguistique (hypothèse de Sapir-Whorf). Durant cette période, Whorf publie plusieurs articles dans de grandes revues de linguistique comme Language.

### Théories adverses
L'hypothèse de la relativité linguistique va à l'encontre de la majorité des théories linguistiques dominantes. Elle s'oppose radicalement à l'hypothèse chomskyenne du caractère inné du langage dans la mesure où il lui stipule un caractère acquis. Elle s'oppose également à l'ensemble de la conception néo-grammairienne de la linguistique, qui, jusqu'à Saussure, envisageait la langue comme un système propre indépendant des contingences sociales et culturelles.

## Influences
La pensée de Whorf fut principalement influencée par celle de son compatriote Franz Boas, le fondateur de l'anthropologie américaine. On y voit parfois également l'influence de son éducation méthodiste, et de son profond engagement mystique (il connaissait également l'hébreu). Ses détracteurs lui auront, entre autres, reproché d'avoir écrit pour la peu scientifique revue New Age[réf. nécessaire].